# E&M
E&M (англ. earth & magneto, ear & mouth) — стандарт аналоговой телефонной сигнализации, используемый при связи между АТС. Первоначально разрабатывался для связи между офисными АТС, связанными выделенными физическими линиями. Впоследствии был доработан для использования на цифровых линиях связи с использованием Сигнализации по выделенному каналу.

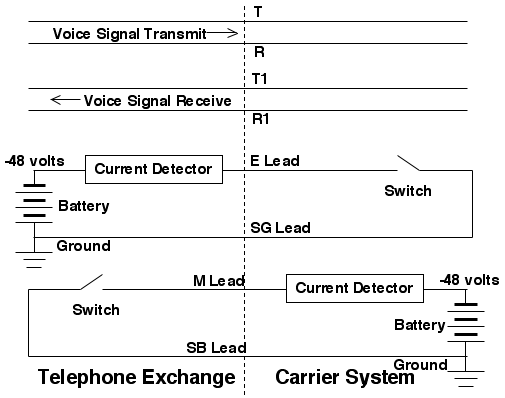
Сигнализация E&M тип IV

В стандарте E&M предусмотрены пять типов сигнализации между оконечными устройствами, одно из которых называется "абонентской линией", второе - выступает как оконечное устройство линии, мини-АТС. Для сигнализации  («занят», «свободен», «жду», «вызываю») задействуется от 2-х до 4-х проводов.  Для передачи информации может использоваться двухпроводная (приём и передача по одной и той же линии) или четырёх проводная (приём и передача по разным линиям) схема. Таким образом всего в стыке E&M может быть задействовано от 4 до 8 проводов.
Назначение проводов:
- E, англ. earth, ear — сигнальный провод из соединительной линии в сторону абонента;
- M, англ. magneto, mouth — сигнальный провод со стороны абонента к соединительной линии АТС;
- SG, англ. signal ground — используется в некоторых типах интерфейса E&M; иногда земля, иногда нет;
- SB, англ. signal battery — используется в некоторых типах интерфейса E&M; иногда −48 В, иногда земля, иногда не используется вовсе;
- T/R, англ. tip/ring — используется только в 4-проводной схеме, T/R передаёт информацию со стороны абонента в сторону соединительной линии АТС; не используется в 2-проводном варианте;
- T1/R1, англ. tip1/ring1 — используется в 4-проводной схеме для передачи аудио информации от соединительной линии АТС к абоненту; при 2-проводной схеме по ней передаётся аудио информация, как со стороны абонента, так и к нему;